# Mig og pingvinen
Mig og pingvinen er en britisk feelgood-film fra 2024, der er instrueret af Peter Cattaneo. Den omhandler en livstræt professor i engelsk Tom Michell (spillet af Steve Coogan), der i 1971 rejser til Argentina for at undervise på en privatskole, kort før et militærkup i landet finder sted. Opholdet går ikke godt, indtil han en dag redder en pingvin fra et olieudslip. Filmen er baseret på en bog af den rigtige Tom Michell, som er en virkelig person.
Filmen blev optaget i Spanien i 2023 og i Argentina og Uruguay i 2024.

## Handling
Hovedpersonen i handlingen, der er inspireret af en sand historie, er den livstrætte engelskprofessor Tom Michell (spillet af Steve Coogan), der i 1971 rejser til Argentina for at undervise på en fornem privatskole for drenge. Argentina er et splittet land på dette tidspunkt, hvor der er forudanelser om et forestående militærkup, rektor er streng, og eleverne uregerlige. Men alt ændrer sig, da Tom redder en pingvin fra et olieudslip på stranden. Episoden bliver starten på et uventet og lærerigt venskab.

## Medvirkende
- Steve Coogan som Tom Michell
- Vivian El Jaber som María Alvarez
- Björn Gustafsson som Tapio
- David Herrero som Diego Camelia
- Jonathan Pryce som rektor Timothy Buckle
- Alfonsina Carrocio som Sofía Alvarez
- Micaela Breque som Carina
- Aimar Miranda som Ernesto
- Nicanor Fernandez som Igor
- Hugo Fuertes som Ramiro
- Joaquín Lopez som Víctor
- Miguel Alejandro Serrano som Walter
- Brendan McNamee som Cooper

## Modtagelse
Filmmagasinet Ekko gav filmen tre stjerner ud af seks. Anmelderen mente, at de første to tredjedele af filmen fungerede godt som en gammeldags feelgood-film med britisk anstrøg, men kammede over mod slutningen og blev for sentimental. I dagbladet Information var Christian Monggaard mere venlig og kaldte filmen en god, opløftende og opbyggelig dramakomedie, der var en film til tiden, selvom den foregik i fortiden. I Politiken fik filmen fire stjerner af Kim Skotte.